# Cortatubos

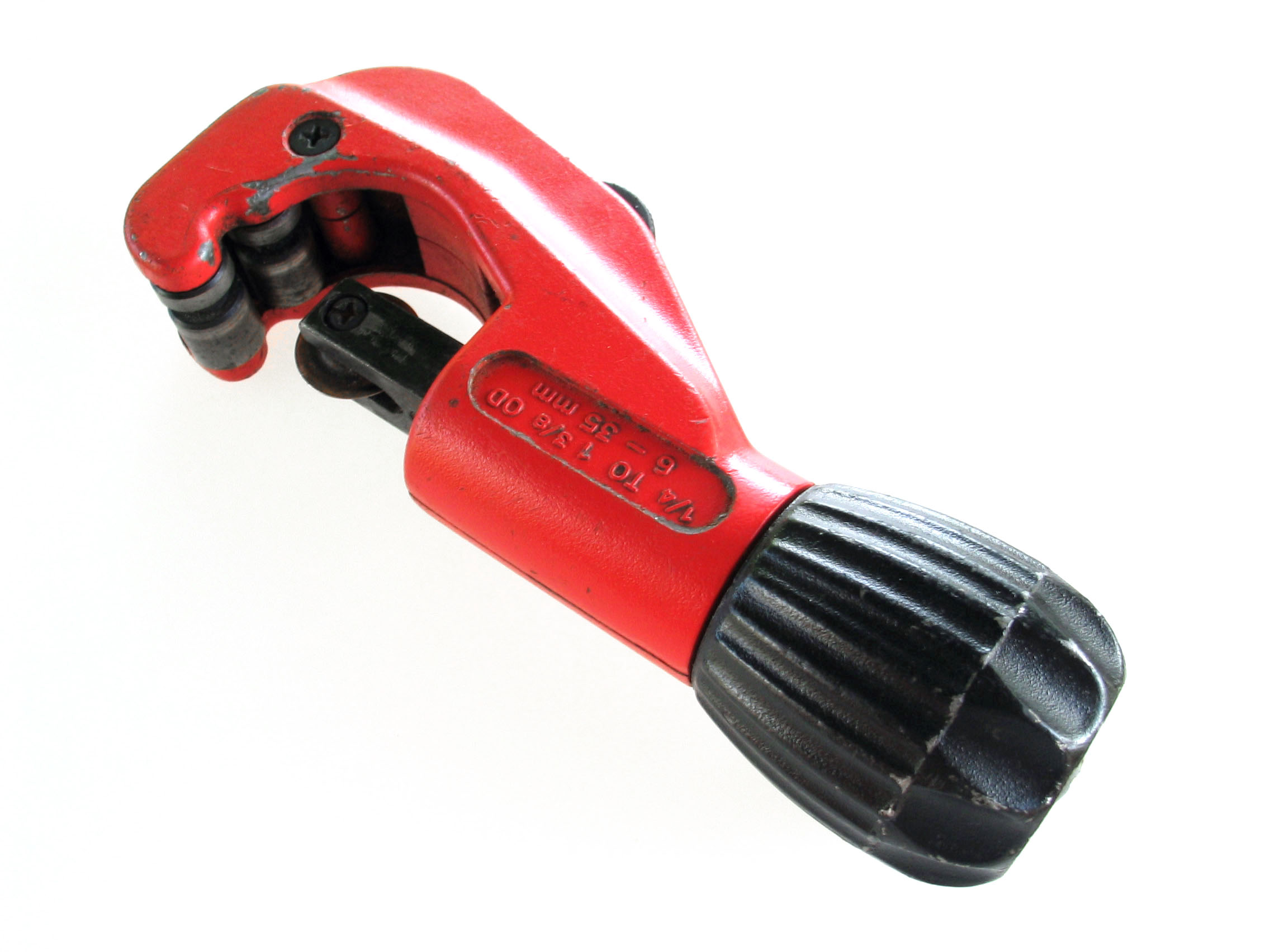
Cortatubos de cobre

Un cortatubos es una herramienta utilizada para cortar tubos redondos en ángulo recto. Además de producir un corte limpio, esta herramienta es a menudo rápida, siendo la forma más conveniente de cortar tubería frente a la opción de utilizar una sierra para metales (aunque esto depende del tipo de metal de la tubería).
El modelo más popular está compuesto por un disco afilado ajustable con un agarre de mandíbula, con dos o más cilindros, en el lado opuesto al disco de corte. Se utiliza apretando la rueda de corte haciéndolo girar repetidas veces alrededor del tubo hasta cortar todo el grosor de la pared del mismo.

## Descripción
El cortador de tubo de cobre se compone de un soporte en forma de C que en un lado tiene montado un disco de acero cortante sobre el extremo de un husillo roscado de rosca fina que se hace avanzar girando el pomo. El husillo se desplaza dentro del mango hasta apretar el disco contra el tubo. En el otro lado de la C hay dos o más rodillos de acero giratorios. Estos sirven para la guiar el tubo de manera que cuando gira se realice el corte en la posición correcta, en ángulo recto respecto a la tubería. Tanto el disco de corte y como los cilindros guía son reemplazables.

## Tipos
Hay diferentes tipos de cortadores de tubos.
- Cortador de tubos de cobre: son para tubos de cobre estándar.
- Cortador de cadena para tubos grandes: para el uso en tubos más gruesos. Es un cortatubos con varias ruedas afiladas sobre una cadena ajustable. Se utiliza apretando la cadena mediante el mango tensor y haciéndola girar alrededor del tubo varias veces hasta cortar todo el grosor.
- Cortador de tubos de plástico: parecido a una tijera de podar, pueden utilizarse para tuberías y tubos de plástico delgados (hasta una pulgada), tales como tuberías de desagüe o de aspersores.

## Comparación con las sierras para metales

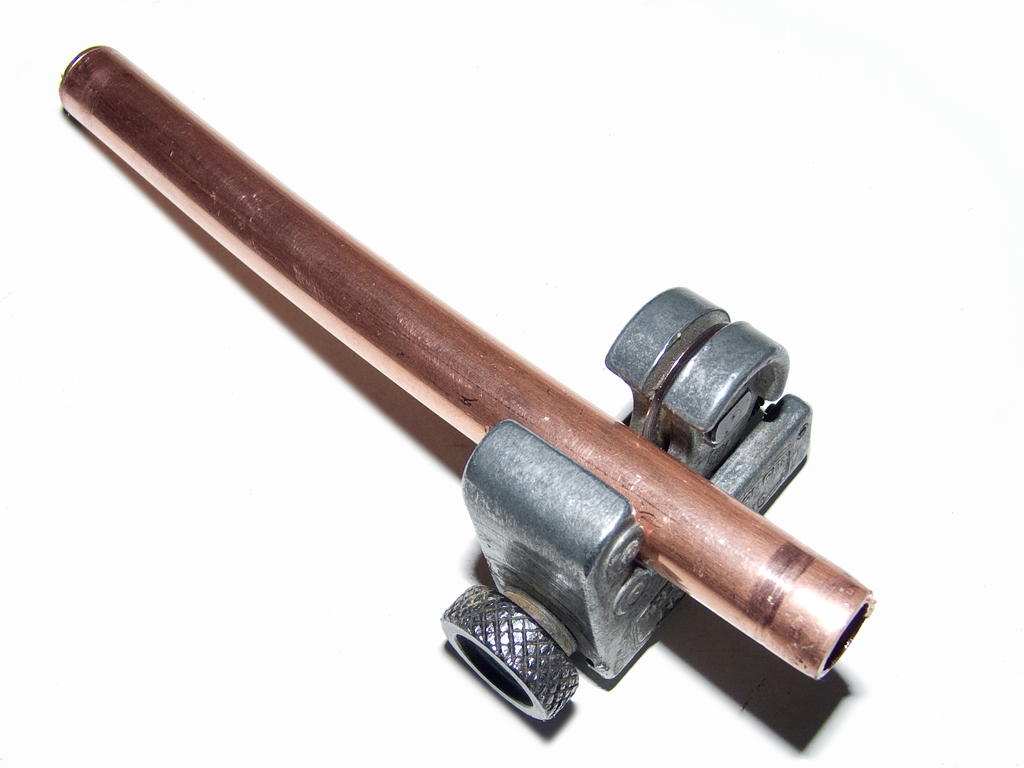
Corte de un tubo de cobre

Una sierra para metales cortará casi cualquier tamaño de tubería hecha de metal o plástico. Los corta tubos, en cambio, son más limitados. En las situaciones en las que se usan, son generalmente aceptados por dejar cortes limpios en la superficie exterior del tubo, algo necesario para encastrar bien en los tubos hembra. El corte puede dejar rebabas en el interior del tubo, que deberían removerse para evitar obstruir el paso del agua o dañar el revestimiento aislante de los cables en conductos eléctricos.